# Rhagades amasina
Rhagades amasina är en fjärilsart som beskrevs av Herrich-Schäffer 1851/52. Rhagades amasina ingår i släktet Rhagades och familjen bastardsvärmare. Inga underarter finns listade i Catalogue of Life.